# Rivière Winnipeg
La rivière Winnipeg est un cours d'eau canadien qui s'écoule depuis le lac des Bois en Ontario, en direction du lac Winnipeg, au Manitoba, dans lequel il se jette. 

## Géographie
Coulant sur environ 235 km la rivière relie le lac des Bois en Ontario au lac Winnipeg au Manitoba. 
Plusieurs villes ontariennes et manitobaines d'importance relative sont situées aux abords de la rivière Winnipeg, soit d'est en ouest : Kenora en Ontario ainsi que Lac-du-Bonnet, Pinawa, Powerview-Pine Falls, au Manitoba.
La rivière Winnipeg fait partie du bassin fluvial du fleuve Nelson, qui reçoit les eaux du lac Winnipeg et se jette à son tour dans la baie d'Hudson. Elle reçoit aussi les eaux de l'un de ses principaux affluents, la rivière à la Pluie. Son bassin fluvial est de 106 500 km2 dont 29 000 km2 sont situés dans l'État du Minnesota, aux États-Unis.

## Histoire

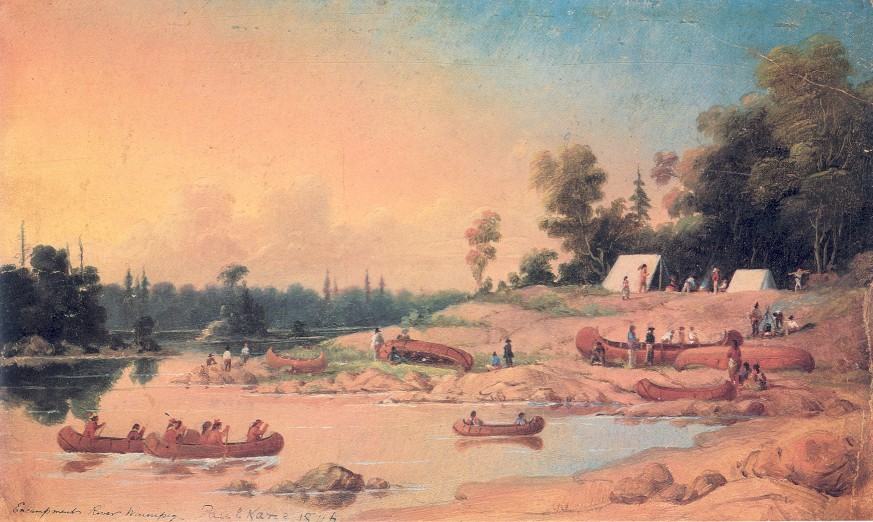
Vue artistique de la rivière Winnipeg en 1846.

L'explorateur et officier canadien-français Pierre Gaultier de Varennes et de La Vérendrye est l'un des premiers européens à remonter la rivière Winnipeg en 1733. Il fonde le Fort Maurepas en 1734.
Elle constitue depuis longtemps un lien fluvial essentiel entre l'Ontario et le sud du Manitoba et a notamment joué un rôle important dans la traite des fourrures entre les autochtones et les colons venus d'Europe.
Aujourd'hui, six barrages hydroélectriques entravent la rivière Winnipeg à Pointe du Bois.

## Toponymie
Le nom de la rivière Winnipeg signifie « eaux sombres » en langue crie.